# 納尼亞傳奇：魔法師的外甥
《納尼亞傳奇：魔法師的外甥》（英語：Narnia: The Magician’s Nephew）是一部2026年美國古典奇幻冒險片，《納尼亞傳奇》系列電影重啟作，改編自C·S·路易斯的1955年小說《魔法師的外甥》，由葛莉塔·潔薇編劇和執導，艾瑪·麥基、丹尼爾·克雷格、梅莉·史翠普和凱莉·墨里根主演。
《納尼亞傳奇：魔法師的外甥》排定2026年11月26日在美國院線上映；2026年12月25日上線Netflix。

## 演員
- 艾瑪·麥基飾演賈迪絲
- 丹尼爾·克雷格飾演安德魯·凱特里
- 梅莉·史翠普聲演亞斯藍（英语：Aslan）
- 凱莉·墨里根飾演梅貝兒·寇克（Mabel Kirke）

## 製作

### 背景
2011年，威登媒體的《納尼亞傳奇》電影版權合約到期後，C·S·路易斯公司（C.S. Lewis Company）於2013年10月宣布，已與馬克·高登公司達成協議，將製作改編自1953年的小說《銀椅》的電影。馬克·高登和道格拉斯·葛瑞罕，以及C·S·路易斯公司的文森·西伯（Vincent Sieber）將擔任製片人，並與馬克·高登公司合作開發劇本。2013年12月，宣布大衛·馬吉將撰寫劇本。2014年7月，《納尼亞傳奇》官方網站舉辦了為反派綠衣女士取名的比賽，獲勝的名字將由高登和馬吉選定，並用在《銀椅》的最終劇本之中。
電影製片人聲稱該片是一部重啟作，因為電影將採用與前三部電影無關的新創意團隊。2016年8月，據報導三星影業和Entertainment One將與馬克·高登公司（eOne旗下）和C·S·路易斯公司投資製作和發行第四部《納尼亞傳奇》電影。2017年4月，宣布喬·約翰斯頓已獲聘執導《銀椅》。高登在接受《Red Carpet News TV》採訪時透露，電影將採用新的視覺效果技術製作。

### 發展
2018年10月，Netflix與eOne Films和C·S·路易斯公司簽下一份多年合約，未來將推出更多的《納尼亞傳奇》改編電影和電視劇。
2023年7月，《Barbie芭比》上映後，有報導指出葛莉塔·潔薇已與Netflix簽約，將為Netflix的兩部《納尼亞傳奇》電影編寫劇本兼擔任導演，高登、葛瑞罕、艾米·帕斯卡和西伯擔任製片人。2024年12月，傑森·艾塞克透露，有傳言稱潔薇將改編《魔法師的外甥》作為她的第一部《納尼亞傳奇》電影。2025年3月，酷娃恰莉正在洽谈出演賈迪絲，而丹尼爾·克雷格亦有望加入演出。4月初，梅莉·史翠普正在洽談為亞斯藍配音。同月，賈迪絲確定由艾瑪·麥基飾演，而克雷格和史翠普亦確定出演。瑪格麗特·庫利也曾是賈迪絲的候選演員名單之一。5月，凱莉·墨里根簽約出演梅貝兒·寇克（Mabel Kirke），並確認電影將改編自《魔法師的外甥》。

### 拍攝
電影於2025年8月11日在倫敦展開主要攝影，西默斯·麥葛維擔任攝影師。

## 發行
《納尼亞傳奇：魔法師的外甥》排定2026年11月26日在美國院線上映；2026年12月25日上線Netflix。

## 外部連結
- 互联网电影数据库（IMDb）上《納尼亞傳奇：魔法師的外甥》的资料（英文）